# Xoáy thuận cận nhiệt đới

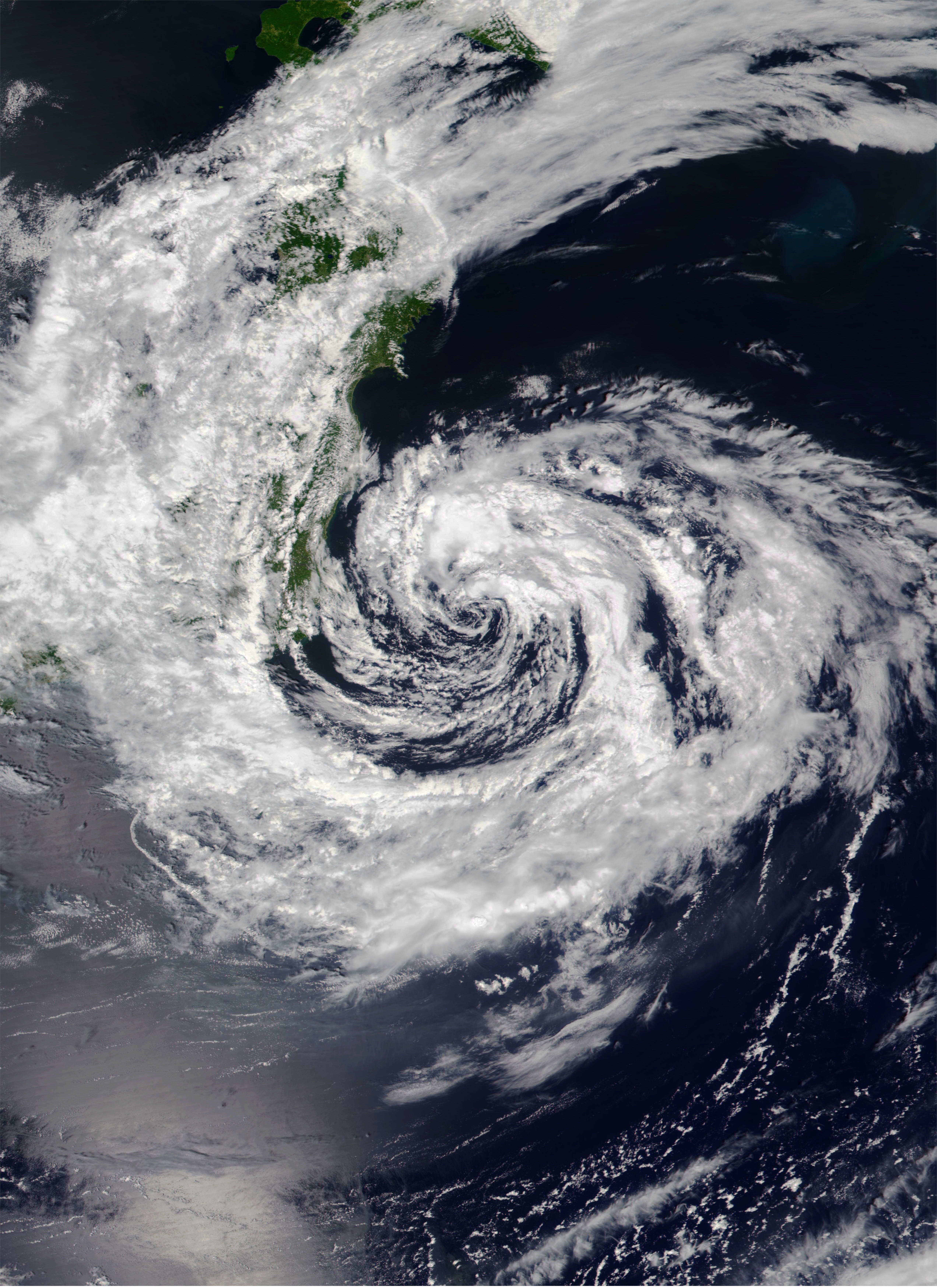
Bão cận nhiệt đới Nepartak ở gần Nhật Bản trong Tây Bắc Thái Bình Dương vào tháng Bảy 2021.

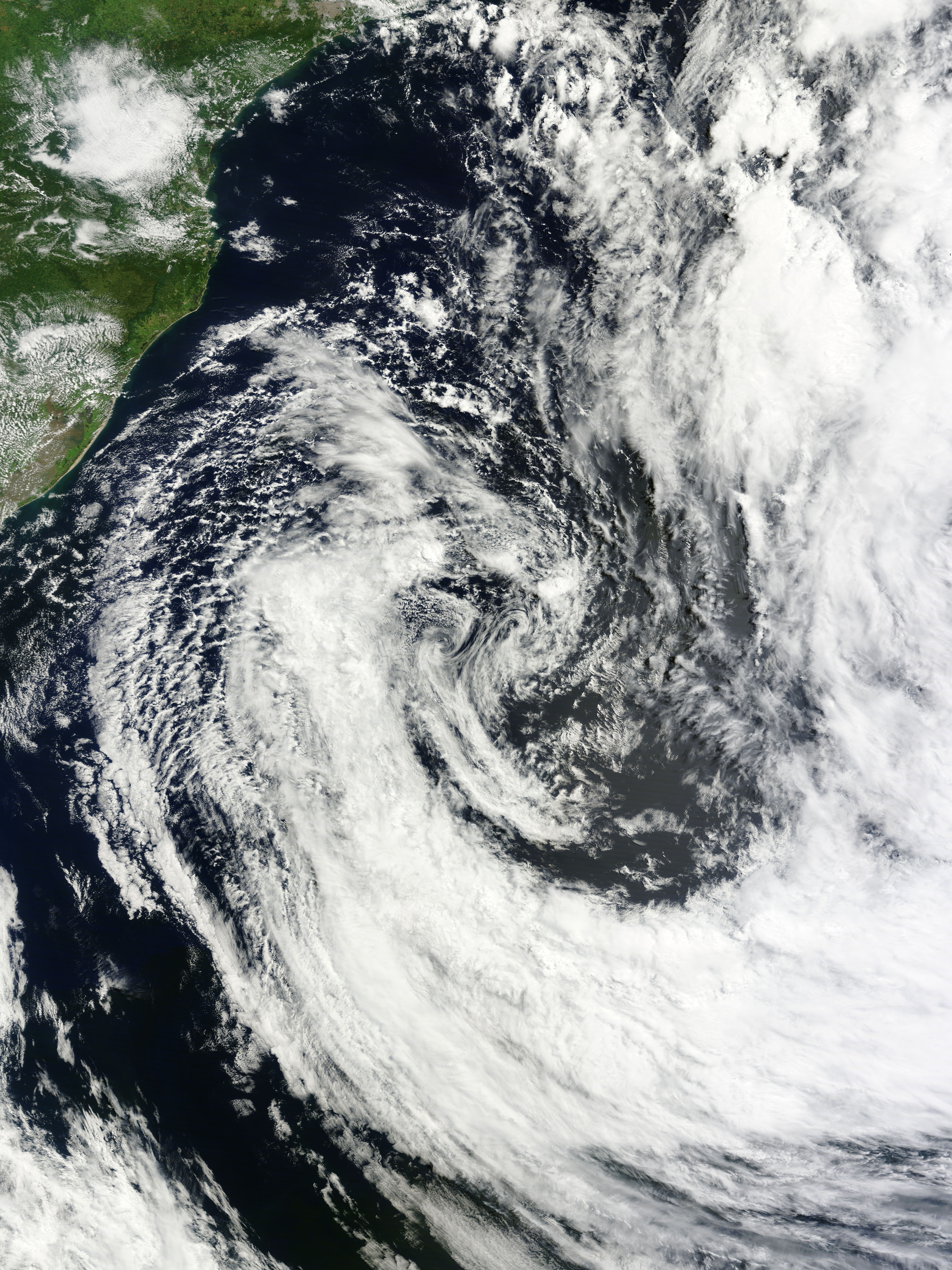
Bão cận nhiệt đới Bapo tại Nam Đại Tây Dương,một khu vực hiếm xuất hiện xoáy thuận nhiệt đới và cận nhiệt đới

Một xoáy thuận cận nhiệt đới là một hệ thống thời tiết có một số đặc điểm của một cơn xoáy thuận nhiệt đới và một cơn xoáy thuận ngoài nhiệt đới
Ngay từ những năm 1950, các nhà khí tượng học không biết rõ liệu chúng có được mô tả như là xoáy thuận nhiệt đới hoặc xoáy thuận ngoài nhiệt đới. Chúng đã được chính thức công nhận bởi Trung tâm Bão quốc gia Hoa Kỳ vào năm 1972. Xoáy thuận cận nhiệt đới bắt đầu nhận được tên từ danh sách các cơn bão nhiệt đới chính thức ở Bắc Đại Tây Dương, Đông Nam Ấn Độ Dương và các lưu vực Nam Đại Tây Dương.
Có hai định nghĩa hiện được sử dụng cho các cơn xoáy thuận cận nhiệt đới. Trên khắp Bắc Đại Tây Dương và Tây Nam Ấn Độ Dương, chúng cần sự đối lưu trung tâm gần trung tâm và một lõi đang nóng lên ở tầng giữa của tầng đối lưu. Ở phía đông bắc Thái Bình Dương, chúng cần có một cơn xoáy thuận ở tầng đối lưu giữa để thoát khỏi đai chính của gió tây ôn đới và chỉ là sự lưu hành bề mặt yếu. Xoáy thuận cận nhiệt đới có gió rộng với gió kéo dài nhất nằm xa trung tâm hơn các cơn xoáy thuận nhiệt đới điển hình và không có frông thời tiết liên kết vào trung tâm của chúng.
Vì chúng hình thành từ các xoáy thuận ngoài nhiệt đới ban đầu có nhiệt độ lạnh hơn ở bên trên so với thường thấy ở vùng nhiệt đới, nên nhiệt độ bề mặt biển cần thiết cho sự hình thành của chúng thấp hơn ngưỡng (threshold) xoáy thuận nhiệt đới với nhiệt độ 3 °C (5 °F), nằm khoảng 23 °C (73 °F). Điều này cũng có nghĩa là các xoáy thuận cận nhiệt đới thường hình thành ngoài phạm vi truyền thống của mùa bão Bắc Đại Tây Dương. Các xoáy thuận cận nhiệt đới cũng được quan sát thấy ở Nam Đại Tây Dương; Các cơn xoáy thuận cận nhiệt đới Nam Đại Tây Dương được quan sát thấy trong tất cả các tháng.

## Lịch sử của thuật ngữ
Trong suốt những năm 1950 và 1960, thuật ngữ bán nhiệt đới và hầu như nhiệt đới đã được sử dụng cho những gì được gọi là cyclone cận nhiệt đới. Thuật ngữ xoáy thuận cận nhiệt đới chỉ đề cập đến bất kỳ cơn lốc nào nằm trong vành đai cận nhiệt đới, cận và ngay phía bắc của vĩ độ ngựa. Cuộc tranh luận gay gắt xảy ra vào cuối những năm 1960, sau khi một số lốc xoáy kết hợp được hình thành ở lưu vực Đại Tây Dương. Vào năm 1972, Trung tâm Bão quốc gia (NHC) cuối cùng đã chỉ định các cơn bão này như là các cơn xoáy thuận cận nhiệt đới theo thời gian thực  và cập nhật cơ sở dữ liệu bão cho các cơn xoáy thuận cận nhiệt đới từ năm 1968 đến năm 1971.
Thuật ngữ "neutercane" bắt đầu được sử dụng cho các xoáy thuận cận nhiệt đới nhỏ hình thành từ các đặc tính quy mô trung, và NHC đã bắt đầu phát hành các tuyên bố công khai trong mùa bão năm 1972 tại Đại Tây Dương sử dụng sự phân loại đó. Tên này không được ghi nhận là còn gây tranh cãi trong các bản tin hiện đại, nhưng nó đã bị bỏ đi chưa đầy một năm sau đó. Các bài báo gần đây, xuất bản sau năm 2000, đã gợi ý rằng tên "neutercane" được xem là có tính giới tính vào những năm 1970, nhưng dường như không có bất kỳ báo cáo nào được xuất bản từ thời điểm đó đưa ra tuyên bố này.

## Đặt tên

Hurricane Gustav trong năm 2002, hệ thống đầu tiên được gọi là một cơn bão xoáy thuận cận nhiệt đới

Ở lưu vực Bắc Đại Tây Dương, các xoáy thuận cận nhiệt đới ban đầu được đặt tên từ danh sách phát âm cú pháp của NATO vào đầu cho tới giữa những năm 1970. Trong những năm can thiệp vào 1975-2001, các cơn bão cận nhiệt đới hoặc được đặt tên từ danh sách truyền thống và được coi là nhiệt đới trong thời gian thực hoặc sử dụng một hệ thống số riêng. Từ năm 1992 đến năm 2001, hai con số khác nhau đã được đưa ra cho các áp thấp cận nhiệt đới hoặc các cơn bão cận nhiệt đới, một cho sử dụng công cộng, một số khác cho NRL và NHC tham khảo. Ví dụ, cơn bão Karen năm 2001 ban đầu được gọi là bão cận nhiệt đới Một cũng như AL1301 (hoặc 13L). Vào năm 2002, NHC bắt đầu cho các áp thấp cận nhiệt đới một con số và đặt tên các cơn bão cận nhiệt đới từ cùng một dãy số như các cơn xoáy thuận nhiệt đới. Từ năm 2002 trở đi, áp thấp cận nhiệt đới 13L sẽ được gọi là áp thấp cận nhiệt đới 13. Bão Gustav năm 2002 là cơn bão cận nhiệt đới đầu tiên nhận được tên nhưng đã trở nên nhiệt đới ngay sau khi đặt tên. Bão cận nhiệt đới Nicole, từ mùa bão Đại Tây Dương năm 2004 là cơn bão cận nhiệt đới đầu tiên không trở thành khí hậu nhiệt đới kể từ khi chính sách thay đổi. Một cơn bão cận nhiệt đới ở mùa bão Đại Tây Dương năm 2005 cũng không trở nên nóng, nhưng không được đặt tên vì nó không được công nhận cho đến khi phân tích sau khi mùa kết thúc.
Ở vùng Nam Ấn Độ Dương, các cơn lốc xoáy cận nhiệt đới cũng được đặt tên khi gió cuốn đạt đến cường độ gió, bão nhiệt đới hoặc gió, lực..
Từ năm 2011, các cơn bão cận nhiệt đới ở phía Nam Đại Tây Dương được đặt tên bởi Trung tâm Thủy văn Hải quân Braxin.

## Sự hình thành

Một vòng nhào lộn hơi nước cho thấy sự hình thành của bão nhiệt đới Andrea (2007)

Các lốc xoáy cận nhiệt đới hình thành trong một dải rộng vĩ độ, chủ yếu ở phía nam vĩ tuyến 50 song song ở bán cầu bắc . Do sự gia tăng tần số lốc xoáy bị cắt khỏi đai chính của westerlies trong mùa hè và mùa thu, các lốc xoáy cận nhiệt đới thường xuyên hơn đáng kể ở Bắc Đại Tây Dương hơn so với Tây Bắc Thái Bình Dương . Ở nửa phía đông của Bắc Thái Bình Dương và Bắc Ấn Độ Dương, thuật ngữ định nghĩa vùng cận nhiệt đới lâu năm vẫn được sử dụng, đòi hỏi sự lưu thông yếu tạo ra dưới vùng áp suất thấp từ tầng giữa cho tới tầng trên của tầng đối lưu đã bị cắt khỏi đai chính của westerlies trong suốt mùa lạnh (mùa đông). Trong trường hợp của Bắc Ấn Độ Dương, sự hình thành loại xoáy này dẫn đến sự ra đời của mưa gió mùa trong mùa mưa . Ở bán cầu Nam, các cơn lốc xoáy cận nhiệt đới thường xuyên được quan sát qua các phần phía nam của Kênh Mozambique.
Hầu hết các cơn lốc xoáy cận nhiệt đới hình thành khi một cơn lốc xoáy ngoài nhiệt đới cõi lạnh sâu xuống sâu vào các vùng cận nhiệt đới. Hệ thống bị chặn bởi một sườn vĩ độ cao, và cuối cùng rẽ ranh giới frông của nó như là nguồn không khí mát và khô từ vĩ độ cao di chuyển ra khỏi hệ thống. Chênh lệch về nhiệt độ giữa mức áp suất 500 hPa, hay 5.900 m (19.400 ft) hay trên mặt đất, và nhiệt độ bề mặt biển ban đầu vượt quá tỷ lệ sụt giảm nhiệt độ khô, gây ra một đợt dông ban đầu để tạo thành ở khoảng cách về phía đông của trung tâm. Do nhiệt độ ban đầu lạnh ở trên cao, nhiệt độ bề mặt biển thường cần đến ít nhất 20 °C (68 °F) cho đợt dông ban đầu này. Các hoạt động dông ban đầu làm ẩm môi trường xung quanh vùng áp suất thấp, làm mất ổn định bầu khí quyển bằng cách giảm tỷ lệ trôi đi cần thiết cho đối lưu. Khi sóng ngắn tiếp theo hoặc luồng ở tầng cao hơn (gió lớn nhất trong luồng jet stream) di chuyển gần đó, quá trình đối lưu lại kích động gần trung tâm và hệ thống phát triển thành một cơn lốc xoáy cận nhiệt đới thực sự. Nhiệt độ bề mặt biển trung bình có thể dẫn đến sự hình thành xoáy thuận cận nhiệt đới là 24 °C (75 °F). Nếu hoạt động của cơn bão trở nên sâu và dai dẳng, cho phép lõi nóng cấp thấp ban đầu của nó gia tăng cường độ, sự hình thành xoáy thuận nhiệt đới có thể xảy ra. Địa điểm hình thành các cơn lốc xoáy cận nhiệt đới Bắc Đại Tây Dương nằm ở ngoài đại dương; hòn đảo Bermuda thường xuyên bị ảnh hưởng bởi các hệ thống này.
Môi trường Nam Đại Tây Dương cho việc hình thành các cơn lốc xoáy cận nhiệt đới có cả gió đứt mạnh chiều dọc và nhiệt độ bề mặt biển thấp hơn, tuy nhiên, việc hình thành xoáy thuận cận nhiệt đới thường xuyên được quan sát thấy ở ngoài đại dương ở Nam Đại Tây Dương. Cơ chế thứ hai cho sự hình thành đã được chẩn đoán cho các cơn lốc xoáy cận nhiệt đới Nam Đại Tây Dương: sự hình thành xoáy thuận cận nhiệt đới khu khuất gió trong khu vực của dòng Brazil.

### Chuyển đổi từ ngoài nhiệt đới
Bằng cách đạt được các đặc tính nhiệt đới, một vùng áp suất thấp ngoài nhiệt đới có thể chuyển sang thành một áp thấp hoặc bão lụt cận nhiệt đới. Một cơn áp thấp / bão cận nhiệt đới có thể tiếp tục đạt được các đặc trưng nhiệt đới để trở thành một áp thấp nhiệt đới hoặc cơn bão nhiệt đới thuần túy, cuối cùng có thể phát triển thành một hurricane, và có ít nhất ba trường hợp bão nhiệt đới biến thành bão cận nhiệt đới (Hurricane Klaus năm 1984, Allison vào năm 2001 và cơn bão nhiệt đới Lee vào năm 2011). Nói chung, một cơn bão nhiệt đới hoặc áp thấp nhiệt đới không được gọi là cận nhiệt đới trong khi nó đang trở nên ngoài nhiệt đới, sau khi đánh vào vùng đất hoặc nước lạnh hơn. Quá trình chuyển đổi này thường đòi hỏi sự bất ổn đáng kể qua bầu khí quyển, với sự khác nhau về nhiệt độ giữa đại dương và giữa tầng đối lưu, đòi hỏi trên 20 °C, hoặc 72 °F, tương phản trong lớp này khoảng 5.900 foot (19.400 ft) bầu khí quyển thấp hơn.Nhiệt độ bề mặt biển mà các cơn lốc xoáy cận nhiệt đới tạo thành là 23 °C (73 °F). Sự chuyển đổi từ các cơn lốc xoáy cận nhiệt đới thành các cơn lốc xoáy nhiệt đới xảy ra chỉ trong những trường hợp rất hiếm hoi ở Nam Đại Tây Dương, ví dụ như cơn bão Catarina năm 2004.

## Đặc điểm

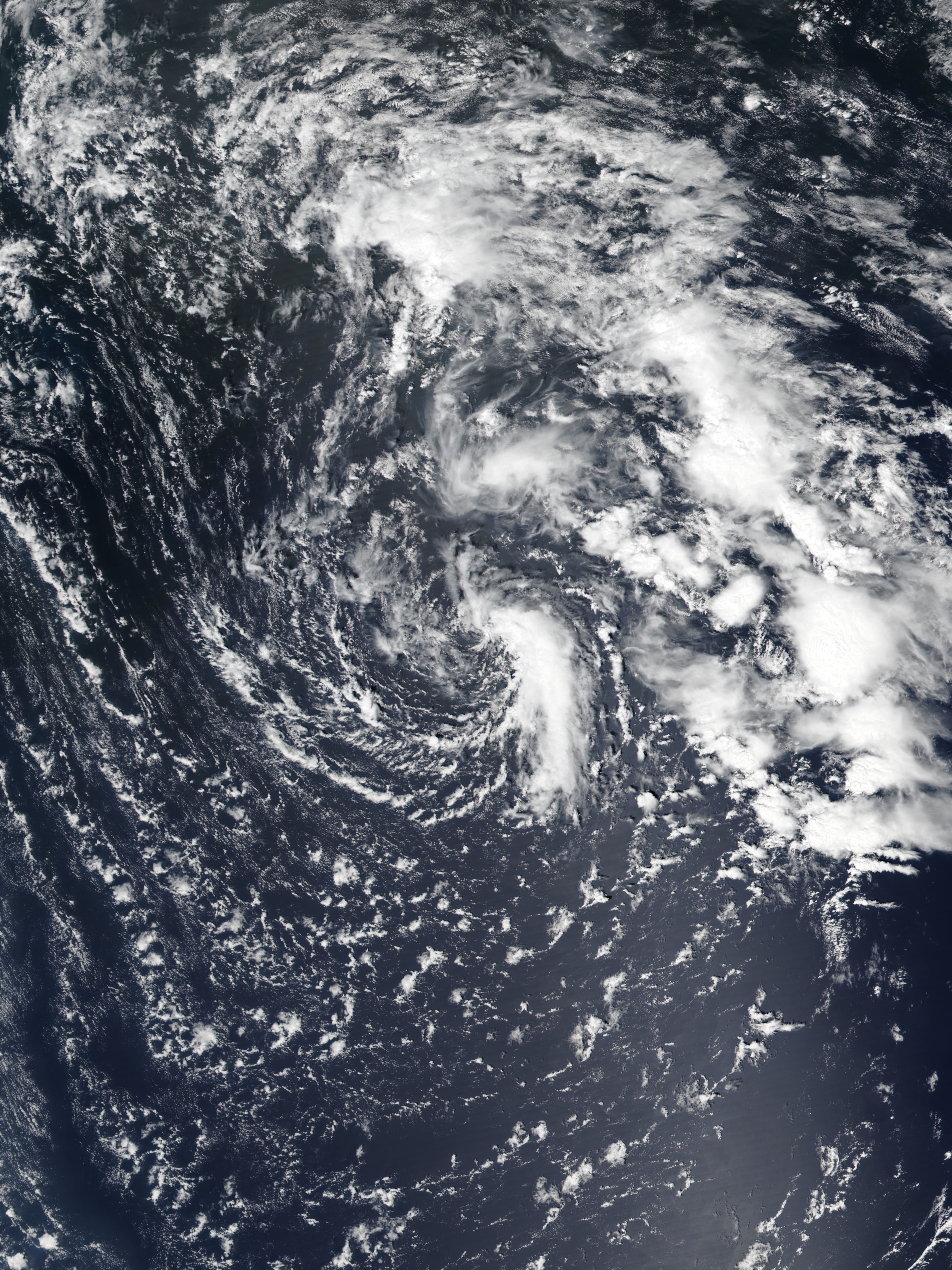
Áp thấp cận nhiệt đới Một trong tháng 4 năm 2017

Những cơn bão này có thể có gió lớn nhất kéo dài xa hơn từ trung tâm so với cơn bão nhiệt đới thuần túy và không có frông thời tiết trực tiếp liên kết với trung tâm lưu thông. Ở lưu vực Đại Tây Dương, NOAA cura Hoa Kỳ phân loại các cơn lốc xoáy cận nhiệt đới tương tự như các cơn bão nhiệt đới, dựa trên gió bề mặt bền vững tối đa. Những xoáy thuận có gió dưới 18 m/s, (65 km/h, 35 hải lý hoặc 39 dặm/giờ), được gọi là áp thấp áp thấp nhiệt đới, trong khi đó những cơn bão ở hoặc trên tốc độ này được gọi là xoáy thuận cận nhiệt đới.
Lốc xoáy cận nhiệt đới với gió cường độ hurricane hơn 33 m/s, (119 km/h, 64 hải lý, hoặc 74 dặm/giờ) không chính thức được Trung tâm Bão quốc gia công nhận. Khi một cơn bão cận nhiệt đới tăng cường đủ để có gió bão, thì nó tự động giả định đã trở thành một cơn bão nhiệt đới đầy đủ . Mặc dù vậy, trước khi bắt đầu các chính sách hiện đại, hai hệ thống trong cơ sở dữ liệu hurricane Đại Tây Dương đạt được gió cường độ hurricane như một cơn lốc xoáy cận nhiệt đới; một cơn bão cận nhiệt đới vào năm 1968, và một cơn bão cận nhiệt đới vào năm 1979. 
Các lốc xoáy cận nhiệt đới cũng có nhiều khả năng hơn các trận lốc xoáy nhiệt đới hình thành bên ngoài mùa bão được chỉ định của vùng. Các ví dụ gần đây ở Bắc Đại Tây Dương bao gồm các cơn bão sau:
- Bão cận nhiệt đới Ana (đã trở thành bão nhiệt đới Ana) vào cuối tháng 4 của mùa bão năm 2003.[18]
- Bão cận nhiệt đới Andrea vào đầu tháng 5 của mùa bão năm 2007.[18]
- Bão cận nhiệt đới Olga (đã trở thành bão nhiệt đới Olga) đã xảy ra vào giữa tháng 12 của mùa bão năm 2007.[18]
- Bão cận nhiệt đới Beryl (đã trở thành bão nhiệt đới Beryl) vào cuối tháng 5 của mùa bão năm 2012.[18]
- Một cơn bão cận nhiệt đới chưa được đặt tên vào đầu tháng 12 của mùa bão năm 2013.[18]
- Bão cận nhiệt đới Ana (đã trở thành bão nhiệt đới Ana) vào đầu tháng 5 của mùa bão năm 2015.[18]
- Bão cận nhiệt đới Alex (đã trở thành hurricane Alex) vào giữa tháng 1 của mùa bão năm 2016.[18]
- Áp thấp cận nhiệt đới Một (đã trở thành cơn bão nhiệt đới Arlene) vào giữa tháng 4 của mùa bão năm 2017.[18]
- Bão cận nhiệt đới Alberto (đã trở thành cơn bão nhiệt đới Alberto) vào cuối tháng 5 của mùa bão năm 2018.[18]
- Bão cận nhiệt đới Andrea vào cuối tháng 5 của mùa bão năm 2019.[18]
- Bão cận nhiệt đới Ana (đã trở thành bão nhiệt đới Ana) vào cuối tháng 5 của mùa bão năm 2021.[18]
- Bão cận nhiệt đới Teresa vào cuối tháng 9 của mùa bão năm 2021.[18]
- Bão cận nhiệt đới Wanda(đã trở thành bão nhiệt đới Wanda) vào cuối tháng 10 của mùa bão năm 2021[18]

Các biểu đồ miêu tả giai đoạn của cơn bão mô tả các cơn xoáy thuận cận nhiệt đới với một lõi nóng nông và các hệ thống không đối xứng, giống như các cơn xoáy thuậnnhiệt đới đã bắt đầu chuyển sang một cơn lốc xoáy ngoài nhiệt đới.

## Các loại

### Vùng áp suất thấp tầng trên
Loại phổ biến nhất của bão cận nhiệt đới là một vùng áp suất thấp tầng trên lạnh với lưu thông kéo dài đến lớp bề mặt và gió duy trì cực đại thường xảy ra ở bán kính khoảng 160 km (99 mi) hoặc nhiều hơn từ trung tâm. So với các cơn lốc xoáy nhiệt đới, những hệ thống như vậy có một vùng gió lớn nhất nằm xa trung tâm và điển hình có một trường gió ít đối xứng và sự phân bố của sự đối lưu .

### Vùng áp suất thấp quy mô trung
Loại thứ hai của cơn lốc xoáy cận nhiệt đới là một vùng áp suất thấp quy mô trung có nguồn gốc từ hoặc gần khu vực frông của gió đứt theo chiều ngang, còn gọi là khu vực frông đang chết dần, với bán kính gió tối đa là dưới 50 km (31 dặm). Toàn bộ lưu thông ban đầu có thể có đường kính nhỏ hơn 160 km (99 dặm). Những hệ thống sống ngắn ngủi này có thể là lõi lạnh hoặc lõi ấm, vào năm 1972, loại cận nhiệt đới này được gọi là "neutercane" 

## Bão Kona

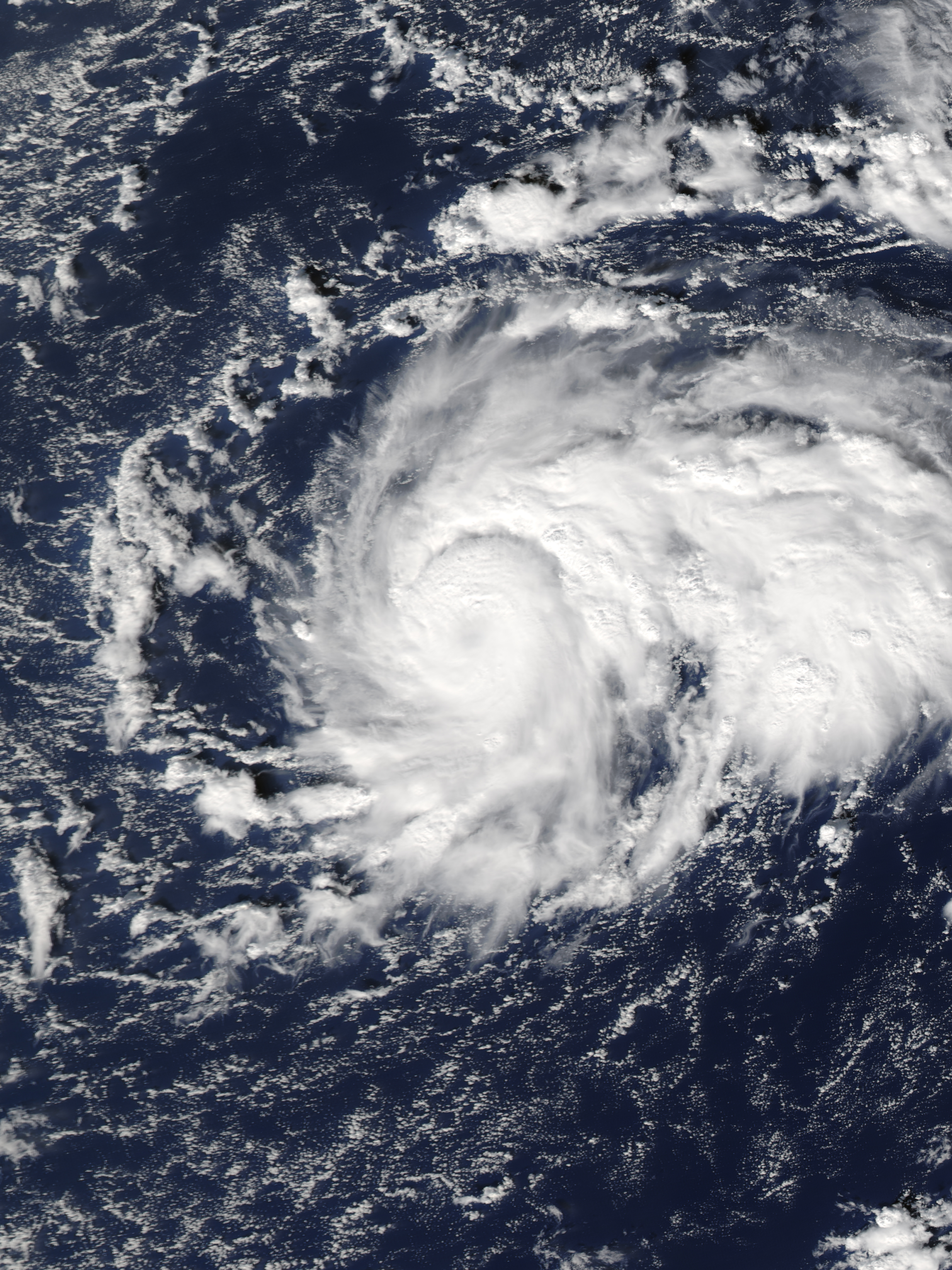
Bão cận nhiệt đới Omeka vào tháng 12 năm 2010, nguyên gốc là một cơn bão Kona

Cơn bão Kona (hoặc vùng áp suất thấp Kona) là các cơn lốc xoáy sâu hình thành vào mùa mát của Thái Bình Dương. Sự thay đổi định nghĩa về thuật ngữ này vào đầu những năm 1970 làm cho việc phân loại các hệ thống phức tạp hơn, vì nhiều vùng áp suất thấp kona là các xoáy thuận ngoại nhiệt đới, hoàn chỉnh với frông thời tiết riêng của chúng. Những người ở đông bắc Thái Bình Dương coi chúng là những cơn lốc xoáy cận nhiệt đới khi nào có sự lưu thông bề mặt yếu . Kona là một thuật ngữ ở Hawaii dành cho gió, điều này giải thích sự thay đổi hướng gió cho quần đảo Hawaii từ hướng đông sang hướng nam khi loại xoáy thuận này hiện diện.

## Vùng áp suất thấp bờ biển Đông Úc

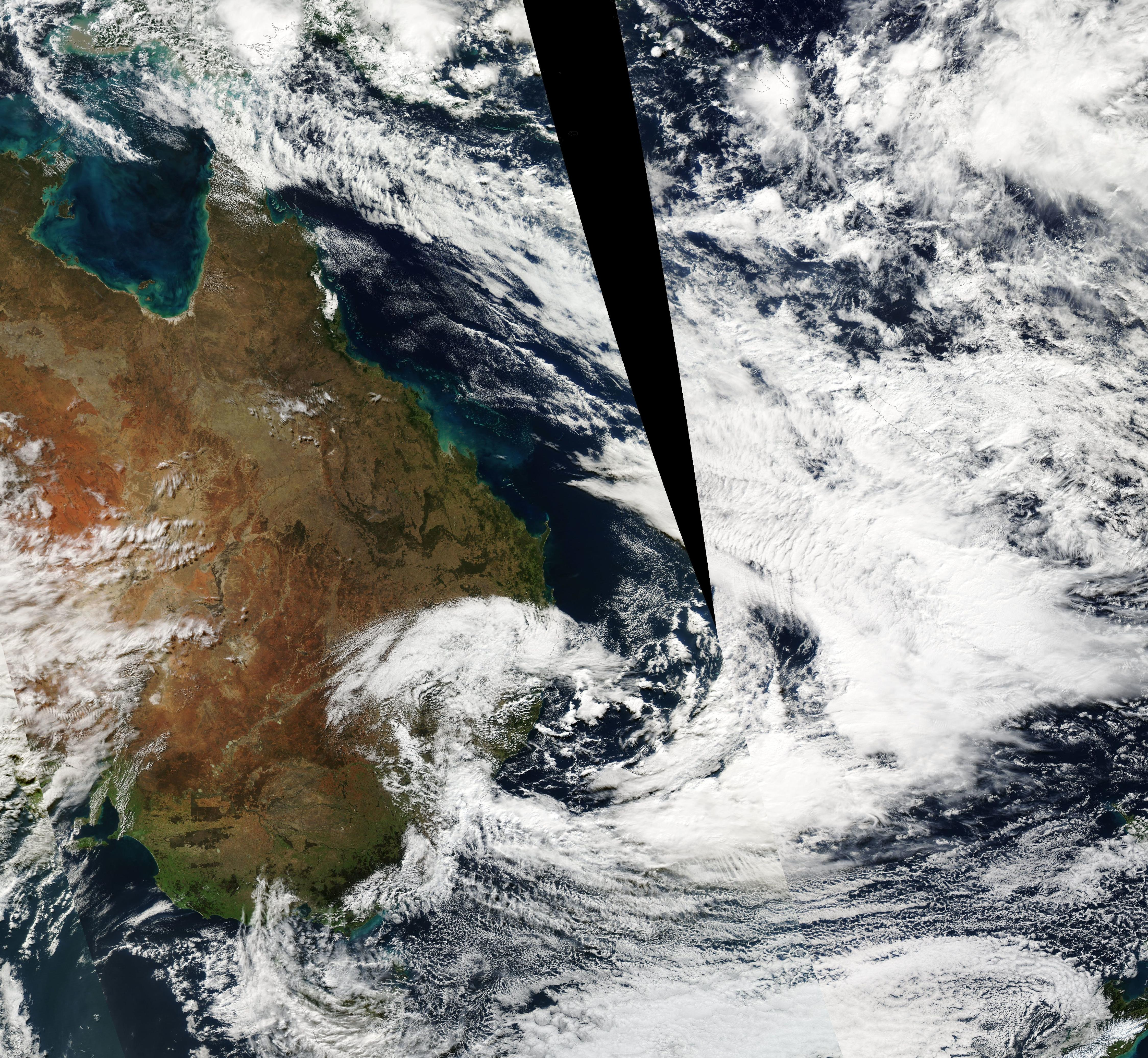
Một vùng áp suất thấp bờ biển Đông Úc vào tháng 6 năm 2013

Vùng áp suất thấp bờ biển Đông Úc thỉnh thoảng được gọi east coast cyclones (xoáy thuận bờ Đông) ) là xoáy thuận ngoài nhiệt đới, Những hệ thống cực đoan nhất của loại áp thấp này có nhiều đặc điểm của các cơn lốc xoáy cận nhiệt đới . Chúng phát triển từ 25 ° phía nam đến 40 ° phía nam và trong vòng 5 °Của bờ biển Úc, thường là trong những tháng mùa đông . Mỗi năm có khoảng mười vùng áp suất thấp biển "tác động đáng kể".
Sự hình thành xoáy thuận bùng nổ được nhìn thấy trung bình mỗi năm một lần, nhưng những cơn bão này gây ra thiệt hại về gió và lũ lụt đáng kể khi chúng xảy ra . Các cơn lốc xoáy phía đông của Úc có kích thước khác nhau từ khoảng quy mô trung (khoảng 10 đến 100 km) đến quy mô lớn (khoảng 100 km đến 1.000 km). Những cơn bão này chủ yếu ảnh hưởng đến bờ biển phía đông nam, không nên nhầm lẫn với các cơn lốc xoáy nhiệt đới ở khu vực của Úc, thường ảnh hưởng đến nửa phía Bắc lục địa.